# Лангендорф (Эльба)
Лангендорф (нем. Langendorf) — община в Германии, в земле Нижняя Саксония.
Входит в состав района Люхов-Данненберг. Подчиняется управлению Эльбталауэ. Население составляет 701 человек (на 31 декабря 2010 года). Занимает площадь 40,87 км².
Коммуна подразделяется на 7 сельских округов.